# Wolseley 3 ½ hp, 5 hp e 6
La 3 ½ hp, la 5 hp e la 6 sono stati tre modelli di autovettura prodotti dalla Wolseley, complessivamente, dal 1898 al 1909. La 3 ½ hp è stato il primo modello commercializzato dalla casa automobilistica britannica. I tre modelli facevano parte della categoria delle utilitarie.  

## La 3 ½ hp
Prodotto dal 1898 al 1900, Il modello possedeva un motore monocilindrico a valvole laterali e raffreddato ad acqua, da 1.296 cm³ di cilindrata. La potenza erogata dal propulsore era 3,3 CV a 900 giri al minuto. La carrozzeria era torpedo a due posti.

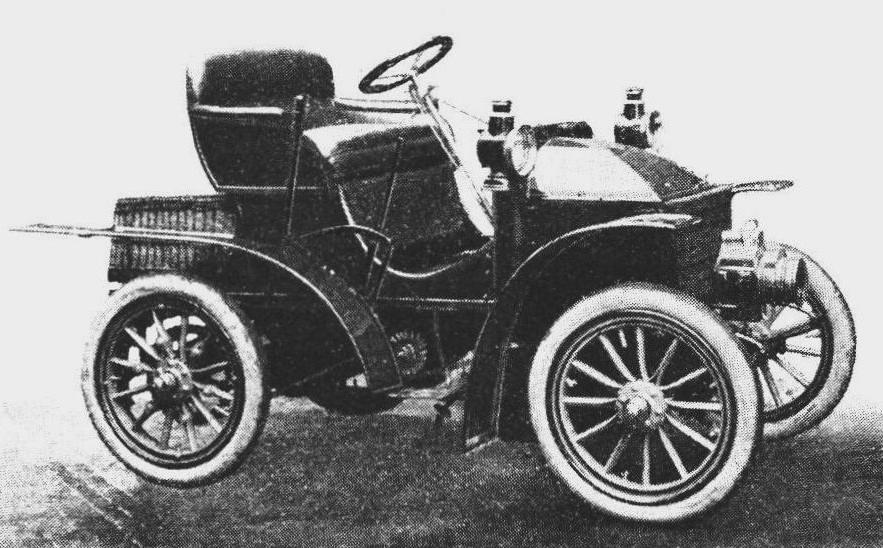
Wolseley 5 hp

## La 5 hp
Nel 1901 la 3 ½ hp è stata sostituita dalla 5 hp. Il nuovo modello aveva un motore della stessa cilindrata di quello del modello antenato, ma più potente, dato che erogava 5,5 CV a 750 giri al minuto. L'unica carrozzeria disponibile era torpedo due posti. Venne fabbricat fino al 1904. Aveva una lunghezza di 2591 mm, una larghezza di 1473 mm, un passo di 1676 mm e pesava 711 kg.

## La 6

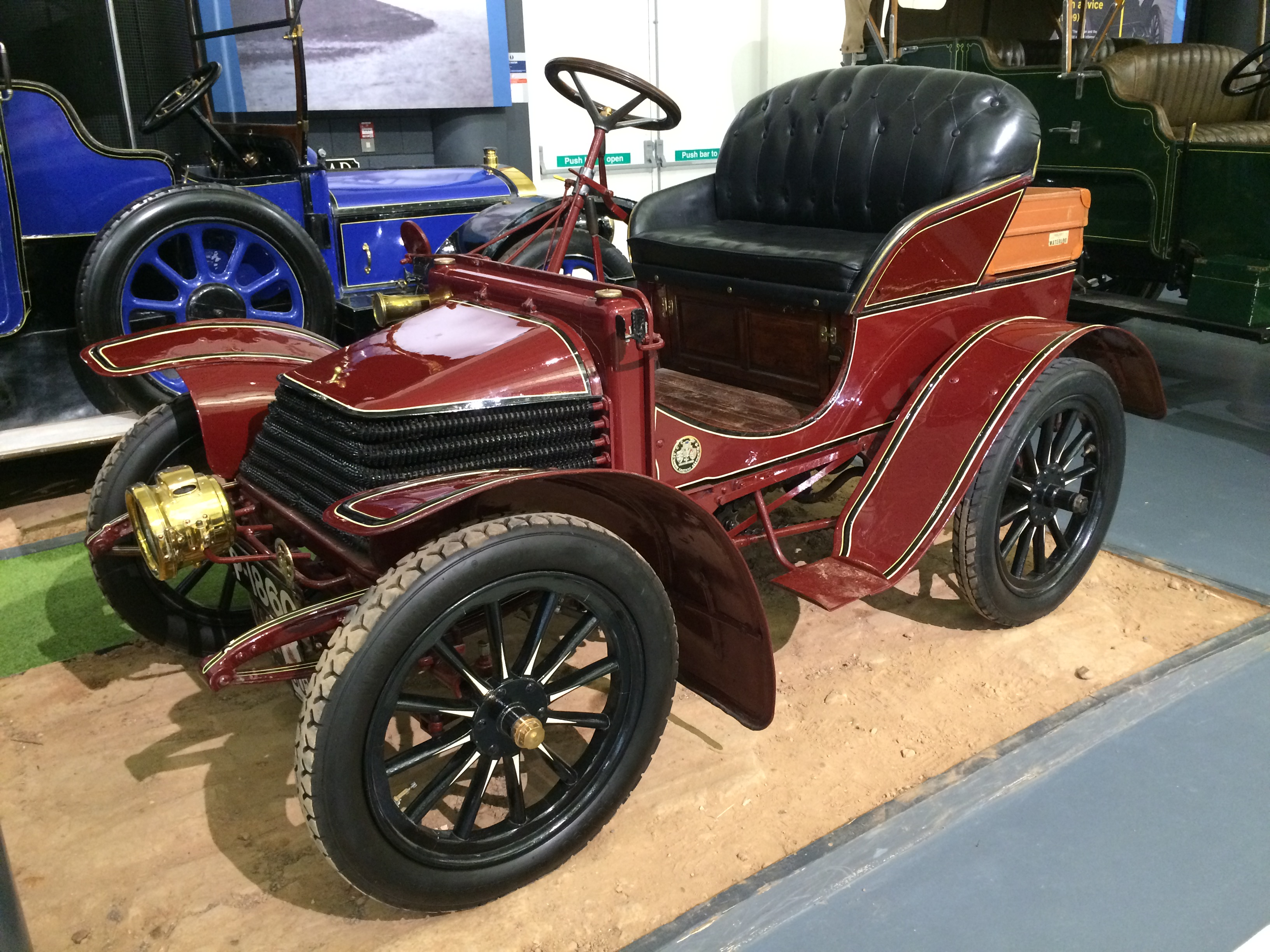
Wolseley 6

Nel 1905 alla 5 hp successe la Wolseley 6. Il motore era monocilindrico e possedeva una cilindrata 1.246 cm³. La potenza erogata dal propulsore era 6 CV a 800 giri al minuto. Il passo era di 1.905 mm, mentre il peso del telaio era di 553 kg.

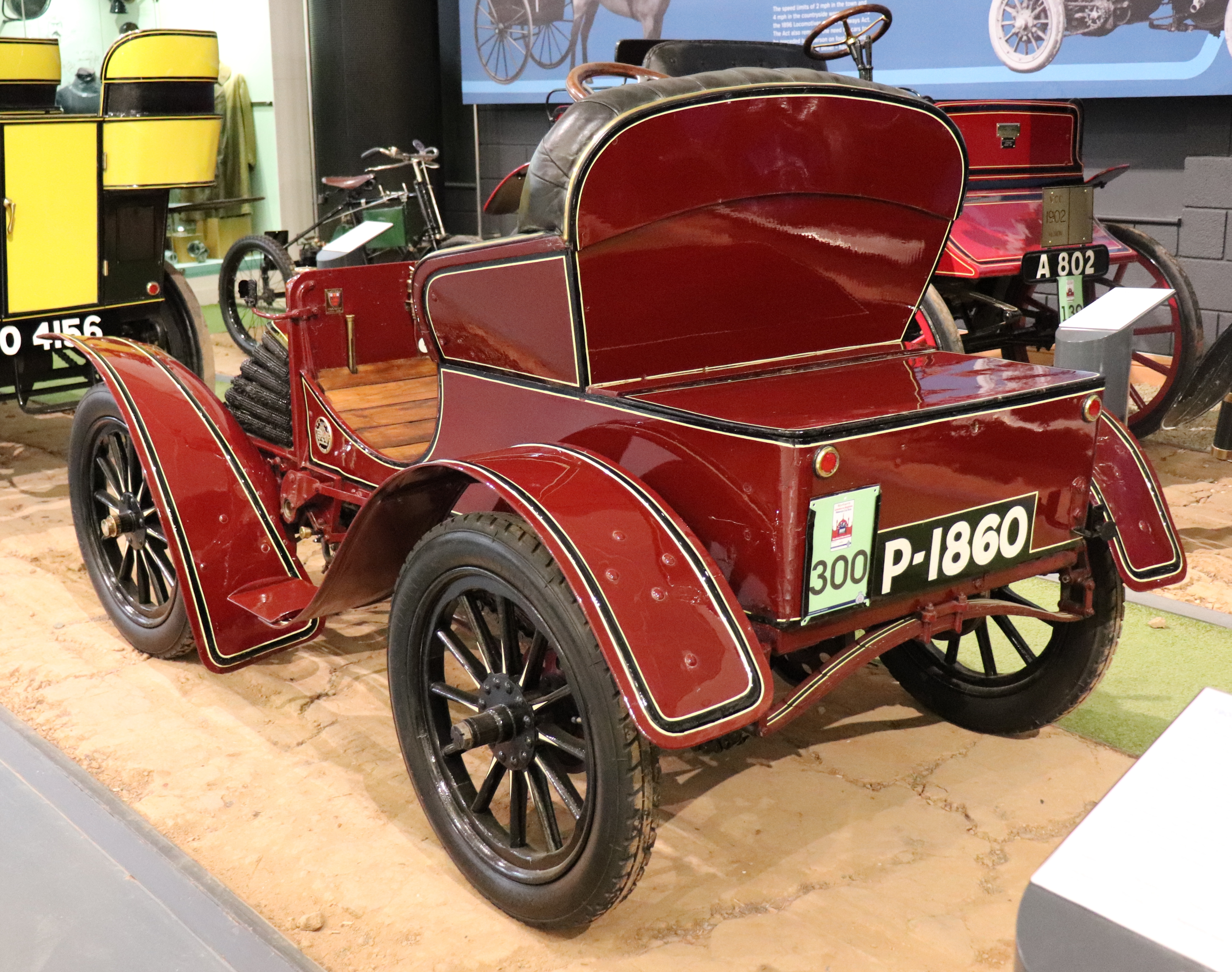
Posteriore della Wolseley 6

L'anno seguente la cilindrata del motore fu ingrandita a 1.296 cm³ ma la potenza erogata rimase immutata (anche se era misurata a 1.000 giri al minuto). Il passo fu ridotto a 1.676 mm, mentre il peso del telaio diminuì a 431 kg.
La carrozzeria era torpedo a due o quattro posti.